# Taonsgo (Boudry)
Pour les articles homonymes, voir Taonsgo.
Ne doit pas être confondu avec Taonsgho.
Taonsgo est une localité située dans le département de Boudry de la province du Ganzourgou dans la région Plateau-Central au Burkina Faso limité à l’Est par le village de Tengtoogo, au Sud par le village de Nedogo, au Nord par le Village de Zinado et à l’ouest par le village de Goudrin.

## Santé et éducation
Le centre de soins le plus proche de Taonsgo est le centre de santé et de promotion sociale (CSPS) de Boudry tandis que le centre médical avec antenne chirurgicale (CMA) se trouve à Zorgho.